# Pseudanophthalmus striatus
Pseudanophthalmus striatus är en skalbaggsart som beskrevs av Victor Ivanovitsch Motschulsky. Pseudanophthalmus striatus ingår i släktet Pseudanophthalmus och familjen jordlöpare. Inga underarter finns listade i Catalogue of Life.